# Rosa 'Claire Austin'
Rosa 'Claire Austin' — сорт английских (англ. English Rose) роз.
Сорт назван в честь Клэр Остин — дочери Дэвида Остина.

## Биологическое описание
Шраб (англ. Shrub), английская роза (англ. English Rose).
Высота растения до 120 см. Ширина до 100 см. Шипов мало.
Цветки сильномахровые, белые.
Аромат сильный, с оттенками таволги, мирры, ванили и гелиотропа.
Цветение в кистях, повтор хорошо выражен.

## В культуре
Декоративное садовое растение. Устойчивость к дождю слабая. Лепестки быстро опадают.
Зоны морозостойкости: от 6b (−17,8 °C… −20,6 °C) до более тёплых.